# Analytisches Informationssystem
Als analytische Informationssysteme bezeichnet man Informationssysteme, die Online Analytical Processing (OLAP) und Data-Mining erlauben, um alle Daten eines Unternehmens so zu analysieren und aufzubereiten, dass sie zur Entscheidungsfindung herangezogen werden können. In einem engeren Sinne sind Data-Warehouses und OLAP-Systeme identisch mit analytischen Informationssystemen.
Weder ist die Unterscheidung von analytischen und anderen Arten von Informationssystemen im Information Management strikt, noch lässt sich eine genaue Beziehung zwischen ihnen (z. B. Unterordnung) angeben, da jedes praktische verwertbare Informationssystem notwendigerweise Analysefunktionen anbieten muss. Insofern dient dieser Term eher der Herausstellung der Anwendungsabsicht, schlimmstenfalls zählt er zu der großen Menge der Management-Buzzwords.